# Erika Spann-Rheinsch
Erika Spann-Rheinsch, eigentlich Erika Emma Emilie Hedwig Gertrude Reinsch, geschiedene Dorn, verheiratete Spann (* 4. Oktober 1880 in Trennfeld, Bayern; † 25. August 1967 in Neustift bei Schlaining) war eine österreichische Dichterin, die auch unter den Pseudonymen Erika Rheinsch und Gertrud Berg publizierte.

## Leben
Rheinsch war das älteste Kind und die einzige Tochter des bayerischen Regierungsrates und Eisenbahningenieurs Friedrich August Reinsch und dessen Frau Anna Elisabeth, geborene Berg. Ihr Bruder war der Biologe Kurt Friedrich Reinsch.
Sie erhielt eine streng protestantische Erziehung und wuchs in Trennfeld, Hammelburg, Diebach und Kempten auf, wo ihr Vater als Beamter wirkte. Ihre Schulbildung erhielt Reinsch in Erlangen, Passau, Rosenheim, München und Landshut. Ihre ersten Gedichte schrieb sie noch in der Schulzeit ab 1893. 1898 legte sie am A. B. von Stettenschen Institut in Augsburg die Staatsprüfung für Französisch und Englisch ab. Seit dem Jahre 1900 betätigte sie sich vorwiegend dichterisch. Ab 1901 lebte sie in München, wo sie erfolglos an Gymnasialkursen teilnahm. Dadurch konnte sie auch das gegen den Willen der Eltern vorgesehene Philosophiestudium nicht aufnehmen.
In München erhielt Reinsch Förderung durch die Frauenrechtlerin Friederike Freudenberg und den Schriftsteller Otto Leixner von Grünberg; sie trat dem Verein für Fraueninteressen bei. 1902 heiratete sie den Publizisten und Wirtschaftswissenschaftler Hanns Dorn. Aus dieser Ehe entstammte der Sohn Heinrich Dorn, der 1923 verstarb.
Über ihren Mann lernte Erika Dorn 1905 Othmar Spann kennen, der gemeinsam mit Dorn zwischen 1905 und 1907 die Kritischen Blätter für die gesamten Sozialwissenschaften herausgab. Im gleichen Jahre verließ Erika Dorn ihren Mann und lebte in Frankfurt am Main bei Othmar Spann. 1906 erfolgte die Scheidung von Dorn und im selben Jahre in Dover ihre Eheschließung mit Spann. Aus der zweiten Ehe gingen die Söhne Adalbert Spann (1907–1942) und Rafael Spann (1909–1983) hervor.
1905 hatte sie ihren ersten öffentlichen Auftritt als Dichterin und am 6. Mai 1906 erhielt Spann-Rheinsch bei den 8. Kölner Blumenspielen für ihr Lied zum Preise der Musik ihre erste Auszeichnung.
Ab 1906 lebte die Dichterin auf einem Bauernhof in Zirnitz bei Admont in der Steiermark und ab 1907 gemeinsam mit ihrem Mann in Wien. 1908 zogen die Eheleute nach Neu Leskau bei Brünn und 1909 nach Brünn um. Spann-Reinsch widmete sich fortan hauptberuflich der Dichtkunst, nahm jedoch als Gasthörerin an den Vorlesungen der Technischen Hochschule Brünn, wo ihr Mann Volkswirtschaftslehre und Statistik lehrte, teil.
Im Februar 1917 wurde die Dichterin mit einer Ehrengabe der Eduard von Bauernfeldschen Prämienstiftung ausgezeichnet. Im Dezember 1919 erfolgte ihre Auszeichnung mit dem Ebner-Eschenbach-Preis für 1920. Von der Deutschen Schiller-Stiftung erhielt Spann-Rheinsch im Februar 1921 eine Ehrengabe.
Nach der Berufung Othmar Spanns 1919 zum Professor für Nationalökonomie und Gesellschaftslehre an der Universität Wien lebte Erika Spann mit den beiden Söhnen Adalbert und Rafael weiterhin in Brünn und zog 1920 zu ihren Mann nach Wien. 1925 trat Erika Spann, die sich seit 1914 wieder verstärkt dem Glauben zugewandt hatte, zum Katholizismus über und unternahm anschließend eine Pilgerreise nach Rom. An der Universität Wien wurde sie Gasthörerin der Vorlesungen in Botanik, Mineralogie, Kristallographie und Geologie.
Allein oder zusammen mit ihrem Mann unternahm sie ab den 1920er Jahren Reisen durch Deutschland, die Tschechoslowakei, Italien, Schweden, Griechenland, Kreta und Ägypten. In dieser Zeit pflegte sie enge Kontakte zu den Herausgebern der in Mödling erscheinenden ethnographischen und anthropologischen Zeitschrift Anthropos. Neben ihren Dichtungen betätigte sich Spann-Rheinsch nun auch als Übersetzerin von chinesischen und lateinischen Werken. 1926 erfolgte ihre Aufnahme in den österreichischen P.E.N.-Club.
Nachdem sich die Dichterin ab 1924 regelmäßig auf einem Bauerngehöft in In der Lahn bei Vordernberg in der Steiermark aufgehalten hatte, erwarb die Familie 1934 das Werkschloss in Neustift bei Schlaining als Sommersitz. Im Mai 1933 trat Spann-Rheinsch der NSDAP und der Ortsgruppe Wien des Kampfbundes für Deutsche Kultur bei. In dieser Zeit wurde sie Mitglied des Reichsverbandes Deutscher Schriftsteller. Am 29. Juni 1933 erklärte Spann-Rheinsch ihren Austritt aus dem österreichischen P.E.N.-Club, weil dieser im Mai 1933 die Bücherverbrennung der Nationalsozialisten verurteilt hatte. Wenig später trat sie dem deutschen P.E.N.-Club bei. Bis 1934 arbeitete Spann-Rheinsch für die nationalsozialistische Zeitschrift Österreichischer Beobachter, deren Herausgeber ihre beiden Söhne waren, und wurde zur Redakteurin der Sonntagsbeilage Der Bleikristall. 1936 gehörte sie zu den Gründungsmitgliedern des Bundes Deutscher Schriftsteller Österreichs. 1938 machte Spann-Rheinsch das Werkschloss Neustift bei Schlaining zu ihrem Hauptwohnsitz und bewohnte es bis zu ihrem Tode.
Nach dem Anschluss Österreichs an das Deutsche Reich wurde ihr Wiederaufnahmeantrag in die NSDAP 1939 abschlägig beschieden, da ihr Mann sich mit den Machthabern überworfen hatte und 1938 vier Monate im KZ Dachau inhaftiert war. Aus demselben Grunde lehnte auch die Reichsschrifttumskammer ihre Aufnahme ab. Diese Bescheide hielten sie jedoch nicht davon ab, weiterhin öffentlich als „Hitler-Verehrerin“ aufzutreten. 
Nach dem Ende des Zweiten Weltkrieges wurde Spann-Rheinsch wieder als Dichterin tätig.

## Publikationen (Auswahl)
- Die Laute, Berlin 1913
- Trutznachtigall, Eger 1919
- Parazelsus und sein Jünger, Eger 1921
- Frohe Wanderschaft, Wien 1922
- Gruß an Brünn – Lieder und Gedichte, Augsburg 1925
- Vor attischen Grabmälern, München 1925
- Geistliche Hymnen aus dem Liederschatz der katholischen Kirche, Mainz 1960
- Gloria, laus et honor, München 1962